# François Rude

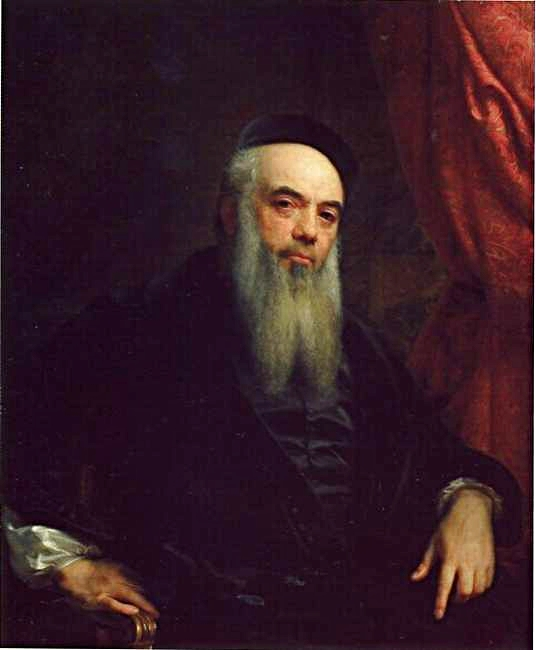
Francois Rude

François Rude (Dijon, 4 januari 1784 — Parijs, 3 november 1855) was een Frans romantisch beeldhouwer. Hij was de stiefvader van Paul Cabet, eveneens een beeldhouwer.
Tot zijn zestiende werkte Rude in het atelier van zijn vader als smid. Hij kreeg tekenlessen van François Devosges, van wie hij leerde dat een sterke, eenvoudige contour van onschatbare waarde is in de beeldende kunst. In 1809 ging hij naar Parijs waar hij leerling werd van Pierre Cartellier en in 1812 de Grand Prix de Rome ontving. Na de tweede restauratie van de Bourbons trok hij naar Brussel waar hij, waarschijnlijk met de tussenkomst van de verbannen Jacques-Louis David, door architect Charles Vander Straeten werd ingehuurd. Die liet Rude negen bas-reliëfs maken in het paleis van Tervuren.
In Brussel huwde Rude met de schilderes Sophie Fremiet, de dochter van een bonapartistische landgenoot aan wie hij veel verplichtingen had. In 1827 keert Rude terug naar Parijs waar het beeld van de Maagd van St. Gervais en het beeld Mercurius sluit zijn Sandalen, nu in het Louvre, veel aandacht kregen. Zijn grote succes komt er echter in 1833, wanneer hij het kruis van het Legioen van Eer ontvangt voor zijn beeld Napolitaanse vissersjongen, nu ook in het Louvre. Dit bezorgde hem ook een belangrijke opdracht: het fries en een beeldengroep van de Arc de Triomphe in Parijs. Deze groep Départ des volontaires de 1792 (Vertrek van de vrijwilligers van 1792), ook bekend als La Marseillaise, een werk vol energie en vuur, vereeuwigt de naam van Rude.
Andere van zijn werken zijn Napoléon s'éveillant à l'Immortalité (Napoléon op weg naar onsterfelijkheid, Musée d’Orsay), het standbeeld van de wiskundige Gaspard Monge (1848), Jeanne d’Arc in de tuinen van Luxemburg (1852), een calvarieberg in brons voor het altaar van St. Vincent de Paul (1855), alsook Hébé en de adelaar van Jupiter (Musée des beaux-arts de Dijon), L'Amour dominateur du monde en Christus aan het kruis die na zijn dood allemaal verschenen in de Parijse salon in 1857.
Er staat in het centrum van Dijon een standbeeld van François Rude, naar Talant. Kopieën op ware grootte van zijn beroemdste werken worden sinds 1947 tentoongesteld in de Église Saint-Étienne in Dijon.
- Bibsys: 1602157053259
- Bibliothèque nationale de France: cb12652775t (data)
- Gemeinsame Normdatei: 121067890
- International Standard Name Identifier: 0000 0000 7362 2899
- KulturNav: 4ff492e0-a800-4fca-a68f-b1cb26077270
- Library of Congress Control Number: n88668714
- Base Léonore: LH//2423/18
- Nationale Bibliotheek van Tsjechië: xx0178177
- Nationale Bibliotheek van Israël: 987007278842905171
- Nationale Bibliotheek van Polen: a0000003640480
- Nederlandse Thesaurus van Auteursnamen: 158665856
- Réseau des bibliothèques de Suisse occidentale: 02-A003769056
- RKD-Nederlands Instituut voor Kunstgeschiedenis: 216984
- SNAC: w65b0p77
- Système universitaire de documentation: 027697614
- Union List of Artist Names: 500023467
- Virtual International Authority File: 41962039
- WorldCat: E39PBJkhKYJT6BDKd8PGtjkhpP